# القاوز
ال-قاوز یک منطقهٔ مسکونی در یمن است که در استان حضرموت واقع شده‌است.